# Museo civico archeologico di Remedello
Il Museo civico archeologico è un museo archeologico di Remedello, in provincia di Brescia.
Istituito nel 1975 nella quattrocentesca ex chiesa della Disciplina, raccoglie reperti archeologici di varia epoca e catalogati in ordine cronologico. 

## Sezioni
- materiali neolitici
- età del rame
- Cultura di Remedello
- età del bronzo
- VI sec. a.C.
- II sec. a.C.
- antica età imperiale
- I sec. a.C. - I sec. d.C.

La struttura accoglie ritrovamenti archeologici, prevalentemente dell'età del bronzo, oltre a reperti celtici, romani e medievali. Tra i rinvenimenti risalenti al neolitico vi sono ceramiche, accette in giadeite e utensili in corno, osso e selce. Sono attribuibili all'età del rame selci e ceramiche della cultura del vaso campaniforme; tra gli oggetti di pregio, cinque spade in bronzo, di cui quattro del bronzo medio e una dell'inizio del bronzo finale. Di grande interesse è una rara moneta celtica, unica  in Italia, coniata nella Gallia centro-orientale tra il 78 e il 58 a.c.
Dal 1980 il museo inizia la pubblicazione annuale del periodico Museo e Territorio. La Bassa Orientale.